# Vladimír Černík
Vladimír Černík (9. července 1917 Roudnice nad Labem – 2. dubna 2002 Palm Beach, Florida) byl amatérský tenista a člen československého daviscupového týmu v letech 1945–1949. S Jaroslavem Drobným v něm drželi rekord jako nejlepší deblový pár s jedenácti výhrami, než byli překonáni šestnácti vítězstvími Berdycha se Štěpánkem.

## Život
Byl nejmladší ze tří sourozenců. Vyrůstal bez otce, který padl za první světové války. Při účasti na tenisovém turnaji v Gstaadu v létě 1949 byli společně s Jaroslavem Drobným vystaveni útoku komunistické moci, když byli vyzváni k okamžitému odstoupení z turnaje v Gstaadu a k návratu domů. Protože cítili, že riziko perzekucí režimem vč. uvěznění bylo vysoké a chtěli i nadále hrát tenis a cestovat, rozhodli se 15. července 1949 k emigraci. Pro Černíkovu manželku a malého syna byl sice pro tento případ připraven únikový plán, byla ale přistižena a z Československa se již nedostala. Bratr Rudolf, důstojník, byl propuštěn z armády a 10. ledna 1950 zatčen a odsouzen k mnoha letům vězení.
Pro oba tenisty nebylo po emigraci snadné získat občanství, které by jim oběma umožnilo hrát mezinárodní tenis. Společně přiletěli do Austrálie, ale jelikož jim vláda nedala australskou příslušnost, aby mohli hrát, tak Drobný odletěl na pozvání krále Farúka I. do Egypta a Černík zůstal nějaký čas v Kolumbii. Poté přesídlil do USA, kde v letech 1957–58 vedl tenisový tým University Carolina. Podruhé se oženil. Zemřel v Palm Beach na Floridě.